# Adrian Leo Doyle
Adrian Leo Doyle (Hobart, Tasmânia, 16 de novembro de 1936) é o arcebispo católico romano emérito de Hobart.
Doyle nasceu em Hobart em 1936 como um dos três filhos. Ele frequentou o St Mary's College em Hobart, o Sacred Heart College em New Town e o St Virgil's College, também em Hobart, antes de iniciar seus estudos no Corpus Christi College em Werribee em 1º de março. Em 20 de setembro de 1956, Doyle mudou-se para o Collegio Urbano de Propaganda Fide em Roma e foi ordenado sacerdote em 20 de dezembro de 1961 pelo cardeal Grégoire-Pierre Agagianian.
Depois que Doyle recebeu seu doutorado em Direito Canônico pela Pontifícia Universidade Gregoriana em 1965, ele voltou para a Tasmânia no final daquele ano. De 1973 a 1998 foi capelão na congregação italiana em Hobart.
O Papa João Paulo II nomeou Doyle Coadjutor Bispo de Hobart em 10 de fevereiro de 1997. Em 6 de fevereiro de 1998 foi ordenado bispo pelo arcebispo Joseph Eric D'Arcy. Os co-consagradores foram o Bispo de Parramatta, Kevin Michael Manning, e o Bispo de Ballarat, Peter Joseph Connors.
Depois que o Papa João Paulo II concedeu a renúncia do Arcebispo D'Arcy, Doyle o sucedeu como Arcebispo de Hobart em 26 de julho de 1999. Sua posse ocorreu em 26 de agosto na Catedral de Santa Maria.
Em 19 de julho de 2013, o Papa Francisco aceitou sua renúncia por motivos de idade.